# Austin Film Critics Association Awards 2017
13. ročník předávání cen asociace Austin Film Critics Association se konal 8. ledna 2018. Nominace byly oznámeny 30. prosince 2017.

## Nejlepších deset filmů
- Tvář vody
- Dej mi své jméno
- Lady Bird
- Tři billboardy kousek za Ebbingem
- The Florida Project
- Dunkerk
- Uteč
- Já, Tonya
- Pěkně blbě
- Logan: Wolverine

## Vítězové a nominovaní

### Nejlepší film
Uteč
- Dej mi své jméno
- Lady Bird
- Tvář vody
- Tři billboardy kousek za Ebbingem

### Nejlepší režisér
Guillermo del Toro – Tvář vody
- Greta Gerwig – Lady Bird
- Denis Villeneuve – Blade Runner 2049
- Jordan Peele – Uteč
- Christopher Nolan – Dunkerk

### Nejlepší adaptovaný scénář
James Ivory – Dej mi své jméno
- Sofia Coppola – Oklamaný
- Aaron Sorkin – Velká hra
- Virgil Williams a Dee Rees – Mudbound
- Scott Neustadter a Michael H. Weber – The Disaster Artist: Úžasný propadák

### Nejlepší původní scénář
Uteč – Jordan Peele
- Pěkně blbě – Emily V. Gordon a Kumail Nanjiani
- Lady Bird – Greta Gerwig
- Tvář vody – Guillermo del Toro a Vanessa Taylor
- Tři billboardy kousek za Ebbingem – Martin McDonagh

### Nejlepší herec v hlavní roli
Timothée Chalamet – Dej mi své jméno
- James Franco – The Disaster Artist: Úžasný propadák
- Gary Oldman – Nejtemnější hodina
- Daniel Kaluuya – Uteč
- Robert Pattinson – Dobrý čásy

### Nejlepší herečka v hlavní roli
Frances McDormandová – Tři billboardy kousek za Ebbingem
- Sally Hawkins – Tvář vody
- Saoirse Ronan – Lady Bird
- Kristen Stewart – Personal Shopper
- Margot Robbie – Já, Tonya

### Nejlepší herec ve vedlejší roli
Willem Dafoe – The Florida Project
- Sam Rockwell – Tři billboardy kousek za Ebbingem
- Armie Hammer – Dej mi své jméno
- Michael Stuhlbarg – Dej mi své jméno
- Richard Jenkins – Tvář vody

### Nejlepší herečka ve vedlejší roli
Allison Janney – Já, Tonya
- Holly Hunter – Pěkně blbě
- Laurie Metcalf – Lady Bird
- Octavia Spencer – Tvář vody
- Mary J. Blige – Mudbound

### Nejlepší dokument
Visages, villages
- Icarus
- Jane
- Kedi
- The Work

### Nejlepší cizojazyčný film
Okja
- Mugen no džúnin
- Raw
- Thelma
- Čtverec

### Nejlepší animovaný film
Coco
- LEGO Batman film
- S láskou Vincent
- Živitel
- Kimi no na wa.

### Nejlepší kamera
Roger Deakins – Blade Runner 2049 
- Hoyte van Hoytema – Dunkerk
- Dan Laustsen – Tvář vody
- Bruno Delbonnel – Nejtemnější hodina
- Rachel Morrison – Mudbound

### Nejlepší skladatel
Alexandre Desplat – Tvář vody

## Speciální ocenění
- Objev roku: Timothée Chalamet – Dej mi své jméno
- Austin Film Award: I Don’t Feel at Home in This World Anymore
- Speciální ocenění: Doug Jones – Tvář vody a Andy Serkis – Válka o planetu opic
- Honorary Award: Harry Dean Stanton